# Détroit d'Endeavour
Le détroit d'Endeavour est un détroit de la mer de Corail communiquant à l'ouest avec la mer d'Arafura. D'une longueur de 31 km et d'une largeur de 16 km à 22 km, il sépare la péninsule du cap York, dans le Nord de l'Australie continentale, de l'île Prince-de-Galles, dans le Sud du détroit de Torrès. L'ouverture orientale du détroit se situe au niveau de la pointe nord de Entrance Island tandis que la sortie ouest est marquée par la pointe nord-ouest de la péninsule du cap d'York.

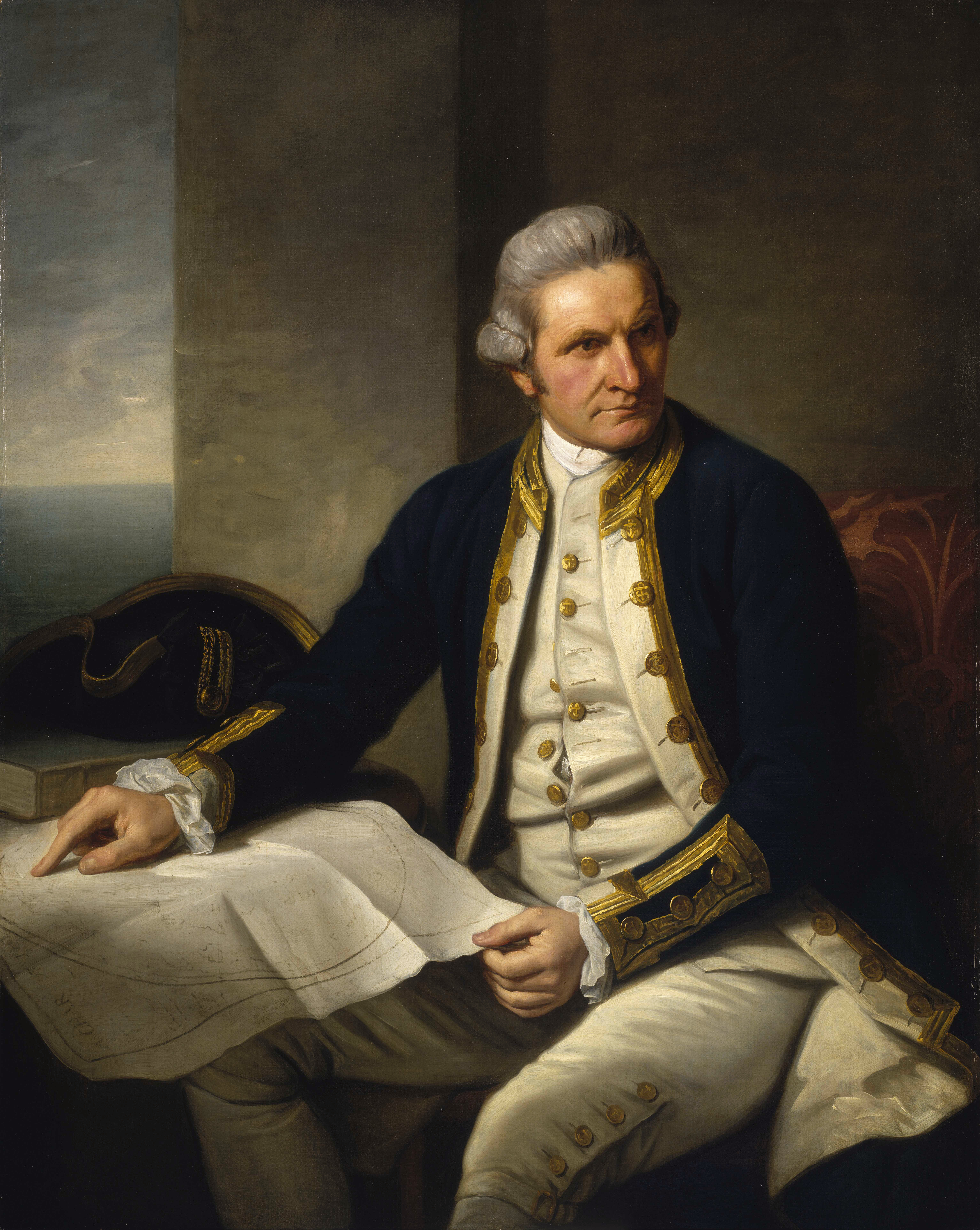
James Cook, découvreur du détroit d'Endeavour lors de son passage dans les lieux en 1770.

Depuis 1770, il tient son nom du navire HMS Endeavour commandé par le lieutenant James Cook lors de son expédition autour du monde, réalisée de 1768 à 1771.

## Source de la traduction
- (en) Cet article est partiellement ou en totalité issu de l’article de Wikipédia en anglais intitulé « Endeavour Strait » (voir la liste des auteurs).